# Tidjira
Tidjira (auch: Tédjira, Tédjira Centre, Téjira) ist ein Dorf in der Landgemeinde Tesker in Niger.

## Geographie

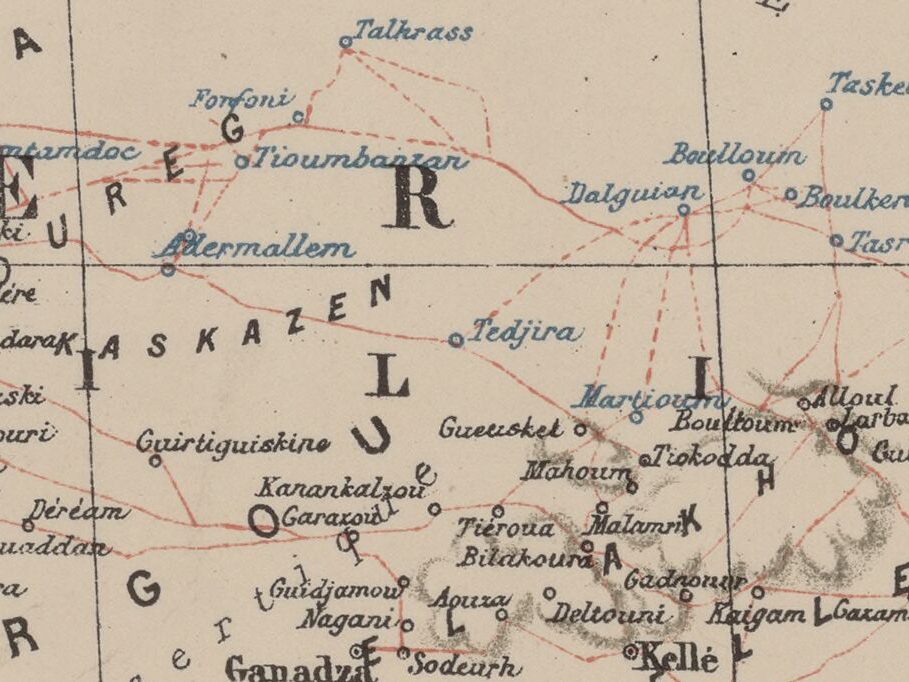
Ausschnitt einer Karte von 1903 mit Tidjira (Tedjira) im Zentrum

Das von einem traditionellen Ortsvorsteher (chef traditionnel) geleitete Dorf liegt auf einer Höhe von 430 m. Es befindet sich rund 85 Kilometer südwestlich des Hauptorts Tesker der gleichnamigen Landgemeinde und des gleichnamigen Departements Tesker in der Region Zinder. Zu den Siedlungen in der näheren Umgebung von Tidjira zählen Boultoumfoutem im Südosten sowie Daoutcha Koura und Garazou im Südwesten.
Es herrscht das Klima der Sahara vor, mit einer durchschnittlichen jährlichen Niederschlagsmenge von unter 200 mm.

## Bevölkerung
Bei der Volkszählung 2012 hatte Tidjira 839 Einwohner, die in 138 Haushalten lebten. Bei der Volkszählung 2001 betrug die Einwohnerzahl 233 in 45 Haushalten und bei der Volkszählung 1988 belief sich die Einwohnerzahl auf 435 in 75 Haushalten.
Tidjira ist der Sitz einer Tuareg-Gruppierung. Die Bevölkerungsdichte in diesem Gebiet ist gering und liegt bei unter 10 Einwohnern je Quadratkilometer.

## Wirtschaft und Infrastruktur
Tidjira liegt in einem Gebiet der Naturweidewirtschaft, wobei vor allem die Rinder- und Schafzucht wirtschaftlich bedeutend sind. Von den ortsansässigen Tuareg werden außerdem Kamele gezüchtet. Mit einem Centre de Santé Intégré (CSI) ist ein Gesundheitszentrum im Dorf vorhanden. Es gibt eine Schule. Das nigrische Unterrichtsministerium richtete 1996 gemeinsam mit dem Welternährungsprogramm der Vereinten Nationen zahlreiche Schulkantinen in von Ernährungsunsicherheit betroffenen Zonen ein, darunter eine für Nomadenkinder in Tidjira.